# W. Chrystie Miller
W. Chrystie Miller, född 10 augusti 1843 i Dayton, Ohio, död 23 september 1922 Staten Island, New York, var en amerikansk skådespelare. 

## Filmografi i urval
- 1908 - The Zulu's Heart
- 1909 – Arbetare contra överklassen
- 1910 - Ramona
- 1911 – Stationsföreståndaren på Londale
- 1912 - The Old Actor
- 1912 - An Indian Summer
- 1914 – Judith och Holofernes